# Fuhne-Radweg
Der Fuhne-Radweg ist ein etwa 72 km langer Radweg in Sachsen-Anhalt. Er verläuft entlang des Flusses Fuhne und verbindet den Saale-Radwanderweg in Bernburg mit dem Mulderadweg in Wolfen.

## Verlauf
Der Fuhne-Radweg führt von der Fuhne-Mündung in die Saale in Bernburg bis zur Fuhne-Mündung in die Mulde bei Jeßnitz.
Bernburg – Baalberge – Kleinwirschleben – Leau – Lebendorf – Wiendorf – Ilbersdorf – Berwitz – Gröbzig – Werdershausen – Schlettau – Gottgau – Plötz – Glauzig – Görzig – Schortewitz – Priesdorf – Cösitz – Göttnitz –  Löbersdorf – Radegast – Zehmitz – Zehbitz – Wehlau – Salzfurtkapelle – Reuden – Wolfen – Jeßnitz – Altjeßnitz
Der Radweg ist in beide Richtungen befahrbar.

## Besonderheiten
Die Fuhne besitzt zwei Mündungen. Diese Bifurkation tritt weltweit äußerst selten auf. Der Radweg führt somit in beiden Richtungen jeweils ein Teilstück mit und eines entgegen der Fließrichtung der Fuhne. Am Radweg erläutern verschiedene Informationstafeln die Bifurkation sowie Flora, Fauna und Sehenswürdigkeiten an der Strecke.